# Nakambala
Nakambala ist ein Wahlkreis und eine Untergemeinde der Stadt Mazabuka in der Südprovinz in Sambia. Sie liegt etwa 1020 Meter über dem Meeresspiegel. Der Wahlkreis hatte 2010 etwa 8570 Einwohner.

## Beschreibung
Nakambala ist, wie Mazabuka, dominiert vom Zuckerrohranbau. Der Ort liegt nur wenige Kilometer nördlich von Mazabuka zu den Kafueauen hin und wird gewöhnlich zusammen mit dieser Stadt abgehandelt. Nakambala Estate ist eine große Plantage und Nakambala der Wohnort der Arbeiter mit ihren Familien. In Nakambala gibt es eine 1.000 Meter lange Flugpiste.